# Komatsu Nana
Komatsu Nana (小松 菜奈 (Tiểu Tùng Thái Nại) sinh ngày 16 tháng 2 năm 1996) là một nữ diễn viên và người mẫu người Nhật Bản.

## Tiểu sử
Komatsu được sinh ra ở Tokyo và lớn lên ở Yamanashi. Cô bắt đầu làm người mẫu từ năm 12. Cô là đại sứ thương hiệu cho Chanel từ năm 2015 Lưu trữ ngày 20 tháng 6 năm 2020 tại Wayback Machine.

## Đời tư
Chiều ngày 15 tháng 11 năm 2021, Nana và nam tài tử Suda Masaki chính thức thông báo qua mạng xã hội và công ty quản lý rằng họ đã kết hôn.

## Sự nghiệp

### Phim điện ảnh
| Năm  | Tựa                                                        | Vai                 | Đạo diễn           | Ghi chú              | Ref(s) |
| ---- | ---------------------------------------------------------- | ------------------- | ------------------ | -------------------- | ------ |
| 2013 | Tadaima                                                    | Sumire              | Shimada Daisuke    | Vai chính, phim ngắn | [ 2 ]  |
| 2014 | Close Range Love                                           | Kururugi Yuni       | Kumazawa Naoto     | Vai chính            | [ 2 ]  |
| 2014 | The World of Kanako                                        | Fujishima Kanako    | Nakashima Tetsuya  | Vai chính            | [ 2 ]  |
| 2015 | Bakuman                                                    | Azuki Miho          | Ōne Hitoshi        |                      | [ 2 ]  |
| 2015 | Prophecy                                                   | Kaede               | Nakamura Yoshihiro |                      | [ 2 ]  |
| 2016 | Destruction Babies                                         | Nana                | Mariko Tetsuya     |                      | [ 2 ]  |
| 2016 | The Black Devil and the White Prince                       | Akahane Yū          | Tsukikawa Shō      | Vai chính            | [ 2 ]  |
| 2016 | Silence                                                    | Mónica (Haru)       | Martin Scorsese    | Phim Mỹ              | [ 2 ]  |
| 2016 | Maniac Hero                                                | Terasawa Kaori      | Toyoshima Keisuke  |                      | [ 2 ]  |
| 2016 | My Tomorrow, Your Yesterday                                | Fukuju Emi          | Miki Takahiro      | Vai chính            | [ 3 ]  |
| 2016 | Drowning Love                                              | Mochizuki Natsume   | Yamato Yūki        | Vai chính            | [ 2 ]  |
| 2017 | JoJo's Bizarre Adventure: Diamond Is Unbreakable Chapter I | Yamagishi Yukako    | Miike Takashi      |                      | [ 2 ]  |
| 2018 | Kids on the Slope                                          | Mukae Ritsuko       | Miki Takahiro      |                      | [ 4 ]  |
| 2018 | After the Rain                                             | Tachibana Akira     | Nagai Akira        | Vai chính            | [ 5 ]  |
| 2018 | It Comes                                                   | Higa Makoto         | Nakashima Tetsuya  |                      | [ 2 ]  |
| 2019 | Samurai Marathon                                           | Công chúa Yuki      | Bernard Rose       |                      | [ 2 ]  |
| 2019 | Farewell Song                                              | Leo                 | Shiota Akihiko     | Vai chính            | [ 6 ]  |
| 2019 | Family of Strangers                                        | Shimazaki Yuki      | Hirayama Hideyuki  |                      | [ 7 ]  |
| 2020 | Sakura                                                     | Hasegawa Miki       | Yazaki Hitoshi     | Vai chính            | [ 8 ]  |
| 2020 | Ito                                                        | Sonoda Aoi          | Zeze Takahisa      | Vai chính            | [ 9 ]  |
| 2021 | Parasite in Love                                           | Sanagi Hijiri       | Kakimoto Kensaku   | Vai chính            | [ 2 ]  |
| 2022 | Yomei 10-nen                                               | Takabayashi Matsuri | Michihito Fujii    | Vai chính            |        |

### Phim truyền hình
| Năm  | Tựa             | Vai           | Đài truyền hình | Ghi chú   | Ref(s) |
| ---- | --------------- | ------------- | --------------- | --------- | ------ |
| 2015 | To Give a Dream | Abe Yuko      | WOWOW           | Vai chính | [ 10 ] |
| 2017 | Thrill          | Nakano Hitomi | NHK             | Vai chính | [ 10 ] |

### Video yêu cầu
| Năm  | Tựa              | Vai  | Đài truyền hình | Ghi chú   | Ref(s) |
| ---- | ---------------- | ---- | --------------- | --------- | ------ |
| 2016 | The Kodai Family | Yūko | dTV             | vai chính | [ 11 ] |

### Video âm nhạc
| Năm  | Bài hát                      | Nghệ sĩ                           |
| ---- | ---------------------------- | --------------------------------- |
| 2011 | Ai to Iu                     | Plenty                            |
| 2011 | Kimi to Hitsuji to Ao        | RADWIMPS                          |
| 2012 | Convenience Honeymoon        | Chatmonchy                        |
| 2012 | Collateral Damage            | Shiina Ringo                      |
| 2014 | Goodtime                     | SALU                              |
| 2014 | Snow Smile                   | Shota Shimizu                     |
| 2015 | Yeah! Yeah! Yeah!            | Androp                            |
| 2016 | Farewell Song                | never young beach                 |
| 2016 | Spoiled Innocence (天真有邪) | Yoga Lin                          |
| 2017 | Something Like This          | The Chainsmokers ft. Cold Play*   |
| 2017 | Hanacherie                   | Nissy                             |
| 2018 | Sokkenai                     | RADWIMPS                          |
| 2018 | Metro                        | Juju                              |
| 2019 | Sayonara Kuchibiru           | Kadowaki Mugi, Komatsu Nana       |
| 2020 | Ain't Nobody Know            | Gen Hoshino                       |
| 2020 | Ima ai ni Iku                | Uru                               |
| 2020 | Rollerskates                 | SEKAI NO OWARI / END OF THE WORLD |
| 2021 | Odoriko                      | Vaundy                            |

*: Video được sản xuất bởi Genki Kawamura, bài hát của The Chainsmokers & Cold Play

## Giải thưởng và đề cử
| Năm  | Giải                              | Danh mục                                    | Công việc                                           | Kết quả   | Ref.   |
| ---- | --------------------------------- | ------------------------------------------- | --------------------------------------------------- | --------- | ------ |
| 2014 | 39th Hochi Film Awards            | Nghệ sĩ mới xuất sắc                        | The World of Kanako                                 | Đoạt giải | [ 12 ] |
| 2015 | 38th Japan Academy Film Prize     | Diễn viên mới của năm                       | The World of Kanako                                 | Đoạt giải | [ 13 ] |
| 2015 | 69th Mainichi Film Awards         | Sponichi Grand Prix - Diễn viên mới của năm | The World of Kanako                                 | Đoạt giải | [ 14 ] |
| 2015 | 39th Elan d'Or Awards             | Diễn viên mới của năm                       | Chính cô                                            | Đề cử     |        |
| 2016 | 8th Tama Film Awards              | Diễn viên mới xuất sắc                      | Bakuman, Destruction Babies and so on               | Đoạt giải | [ 15 ] |
| 2016 | 41st Hochi Film Awards            | Nữ diễn viên xuất sắc                       | The Black Devil and the White Prince, Drowning Love | Đề cử     | [ 16 ] |
| 2016 | 29th Nikkan Sports Film Awards    | Diễn viên mới của năm                       | Destruction Babies, Drowning Love                   | Đề cử     | [ 17 ] |
| 2016 | 40th Elan d'Or Awards             | Diễn viên mới của năm                       | Chính cô                                            | Đề cử     |        |
| 2017 | 38th Yokohama Film Festival       | Diễn viên mới của năm                       | Destruction Babies                                  | Đoạt giải | [ 18 ] |
| 2017 | 90th Kinema Junpo Awards          | Diễn viên mới xuất sắc                      | Destruction Babies, Maniac Hero and so on           | Đoạt giải | [ 19 ] |
| 2017 | 41st Elan d'Or Awards             | Diễn viên mới của năm                       | Chính cô                                            | Đề cử     |        |
| 2018 | 31st Nikkan Sports Film Awards    | Diễn viên mới của năm                       | After the Rain, Kids on the Slope                   | Đề cử     |        |
| 2018 | 42nd Elan d'Or Awards             | Diễn viên mới của năm                       | Chính cô                                            | Đề cử     |        |
| 2019 | 18th New York Asian Film Festival | Giải Rising Star                            | Samurai Marathon                                    | Đoạt giải | [ 20 ] |
| 2019 | 44th Hochi Film Awards            | Nữ diễn viên xuất sắc                       | Farewell Song                                       | Đề cử     |        |
| 2019 | 44th Hochi Film Awards            | Nữ diễn viên phụ xuất sắc nhất              | It Comes, Family of Strangers                       | Đoạt giải | [ 21 ] |
| 2019 | 43rd Elan d'Or Awards             | Diễn viên mới của năm                       | Chính cô                                            | Đề cử     |        |
| 2020 | 41st Yokohama Film Festival       | Nữ diễn viên xuất sắc                       | Farewell Song                                       | Đoạt giải | [ 22 ] |
| 2020 | 44th Elan d'Or Awards             | Diễn viên mới của năm                       | Chính cô                                            | Đề cử     | [ 23 ] |
| 2020 | 62nd Blue Ribbon Awards           | Nữ diễn viên phụ xuất sắc nhất              | Samurai Marathon, Family of Strangers               | Đề cử     | [ 24 ] |
| 2020 | 43rd Japan Academy Film Prize     | Nữ diễn viên phụ xuất sắc nhất              | Family of Strangers                                 | Đề cử     | [ 25 ] |